# Guillemont
Guillemont (picardisch: Djilmont) ist eine französische Gemeinde mit 127 Einwohnern (Stand 1. Januar 2022) im Département Somme in der Region Hauts-de-France im Norden von Frankreich. Die Gemeinde gehört zum Kanton Péronne.

## Geographie
Die Gemeinde liegt im Santerre rund drei Kilometer westlich von Combles an der Départementsstraße D64 am Circuit du Souvenir, der an die Schlacht an der Somme im Jahr 1916 erinnert.

## Geschichte

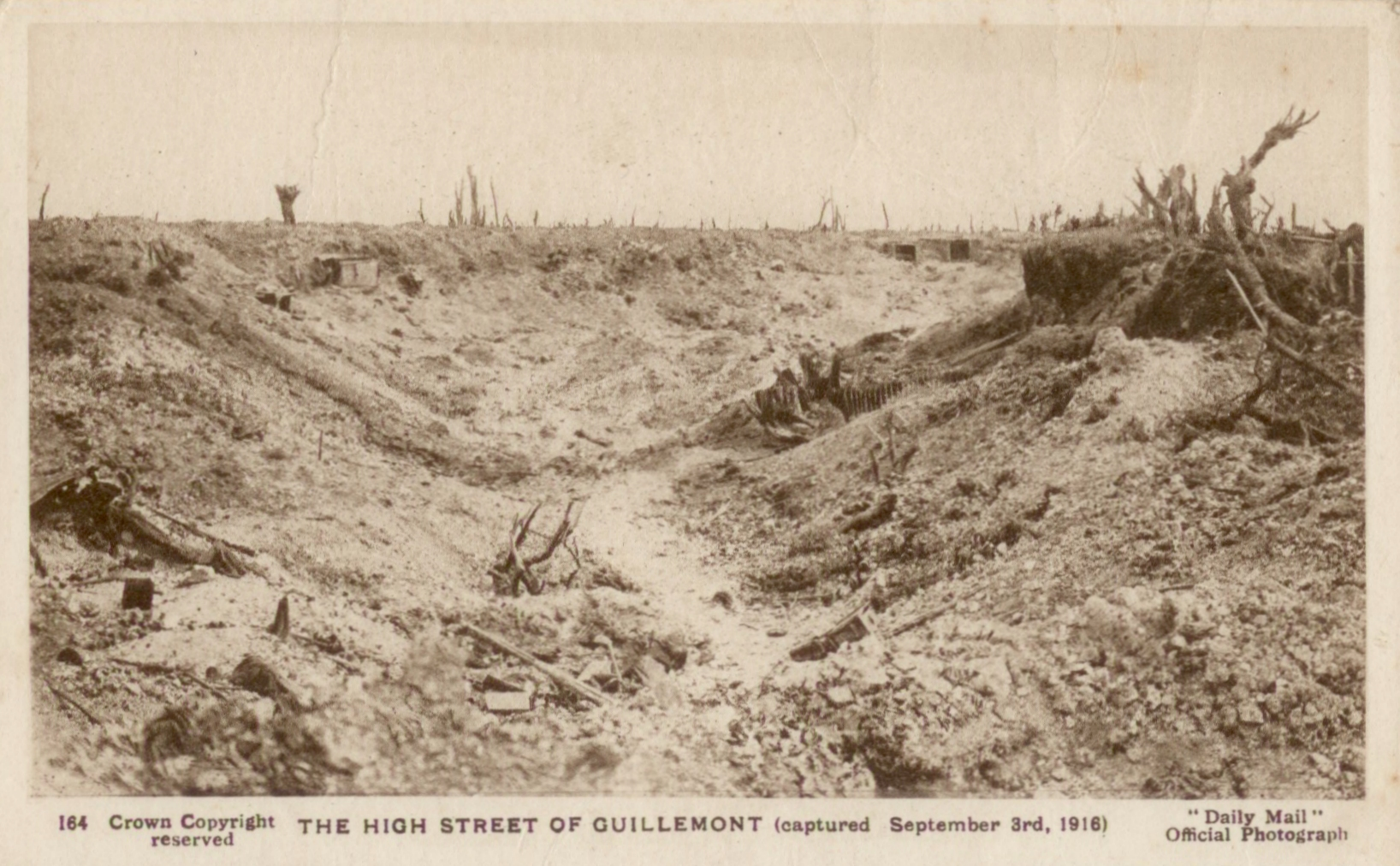
Die Hauptstraße von Guillemont 1916

Die Kämpfe um Guillemont im Ersten Weltkrieg werden in dem Buch In Stahlgewittern von Ernst Jünger geschildert. 
Die Gemeinde erhielt als Auszeichnung das Croix de guerre 1914–1918.

## Einwohner
| 1962 | 1968 | 1975 | 1982 | 1990 | 1999 | 2006 | 2010 |
| ---- | ---- | ---- | ---- | ---- | ---- | ---- | ---- |
| 198  | 200  | 154  | 124  | 128  | 114  | 122  | 131  |

## Verwaltung
Bürgermeister (maire) ist seit 2001 Didier Samain.

## Sehenswürdigkeiten
- Monument für die 16. Irische Division am Ortsausgang Richtung Combles in Form eines keltischen Kreuzes mit einem Kleeblatt und einer gälischen Widmung.
- Monument für die 20. Britische Division (20th Light Division).
- Monument für die ruhmreichen Soldaten des 265. Infanterieregiments für die im Sommer 1914 gefallenen französischen Soldaten.
- Guillemont Road Cemetery zwischen Montauban-de-Picardie und Guillemont, Begräbnisstätte ganz überwiegend für britische Soldaten, errichtet nach der Schlacht von Guillemont (1916). Hier begraben sind Raymond Asquith, Sohn des britischen Premierministers Herbert Asquith und der Dichter Edward Wyndham Tennant.